# Wietnamskie Siły Powietrzne
Wietnamskie Siły Powietrzne (wiet. Không lực Việt Nam Cộng hòa ; KLVNCH, ang. Vietnam Air Force; VNAF) – nieistniejące wojska lotnicze Republiki Wietnamu (Wietnamu Południowego), zlikwidowane w 1975 roku, po zajęciu całego Wietnamu przez wojska Wietnamu Północnego.

## Historia

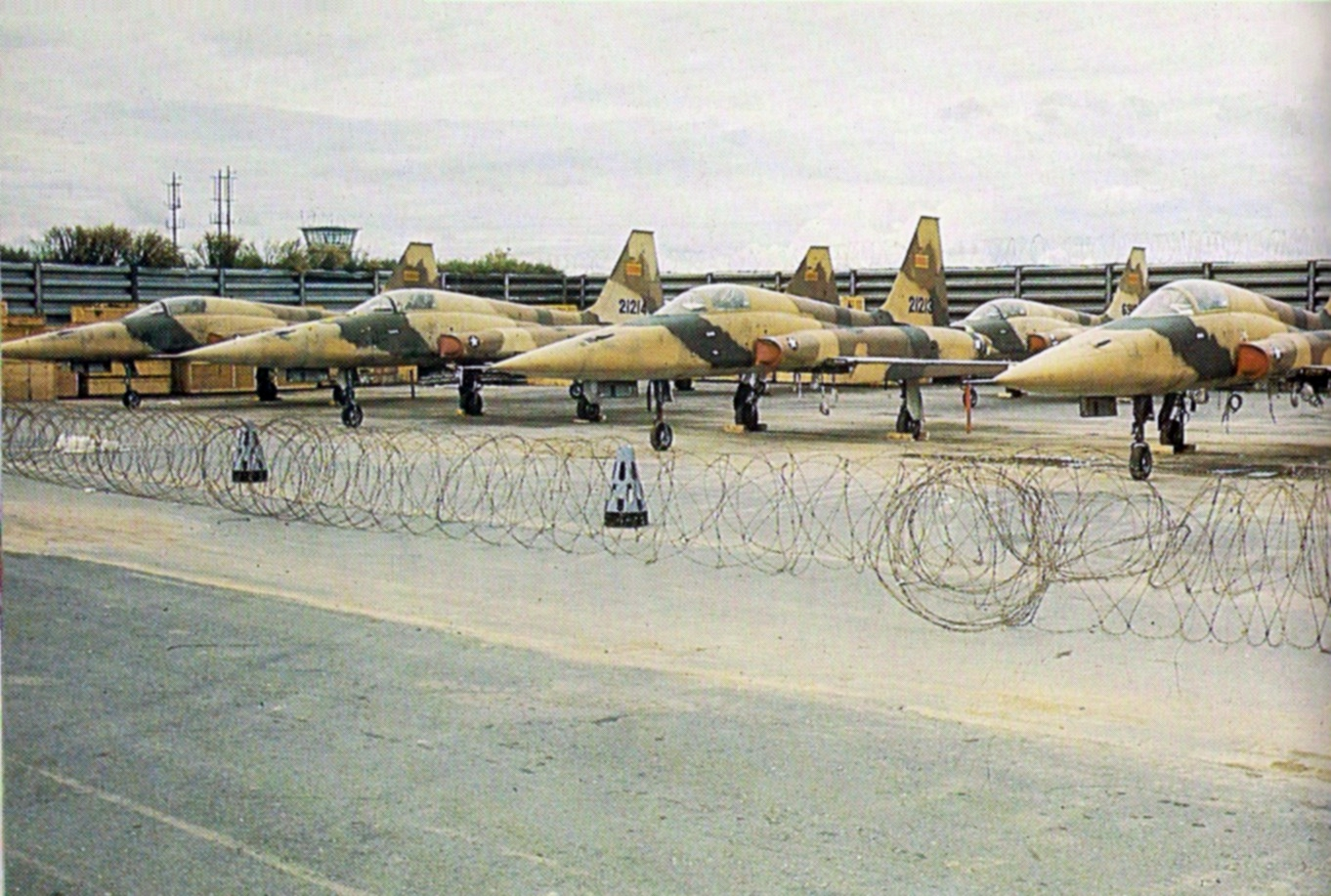
F-5A przekazane przez irańskie IIAF w 1973 roku

W marcu 1949 roku cesarz Bảo Đại oficjalnie zwrócił się o francuską pomoc w sformowaniu lotniczego ramienia wietnamskiego wojska. początkowy personel opierał się weteranach, którzy w czasie II wojny światowej latali we Francuskich Siłach Powietrznych na B-26 Marauder. W marcu 1952 w Nha Trang utworzono ośrodek szkoleniowy, a rok armia otrzymała dwa lekkie Morane-Saulnier MS.500 Criquet (łącznie 40 pozostawionych po uzyskaniu niepodległości w 1955). W 1954 roku Francuzi zaczęli przysyłać transportowe Dassault MD.315 Flamant (łącznie 10 sztuk). Wietnamscy piloci byli wysłani do Francji w celu przeszkolenia na bardziej zaawansowane maszyny. W maju 1954 roku, po zajęciu przez komunistów miasta Dien Bien Phu, Francja nie kontrolowała już północy Indochin i postanowiono utworzyć na południu niepodległą Republikę Wietnamu, 31 stycznia 1955 utworzono Wietnamskie Siły Powietrzne. Francuscy piloci i mechanicy pozostali jednak w kraju do końca 1956 roku, pozostawili oni po sobie także 22 C-47 oraz 69 Grumman F8F Bearcat, podstawowy wietnamski samolot uderzeniowy w latach 50.

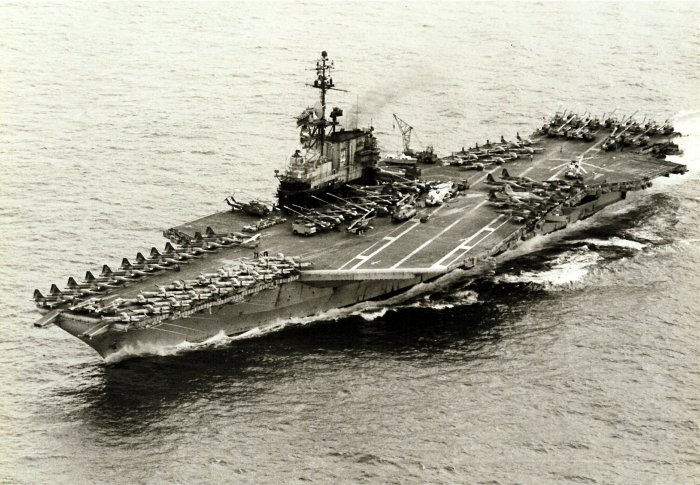
USS „Midway” transportuje na Guam ponad 100 maszyn dawnych VNAF w maju 1975 roku

W czasach wojny wietnamskiej, w odróżnieniu od lotnictwa z północy, VNAF nie odrywały istotnej roli, ponieważ większość misji wykonywały samoloty amerykańskie. Samoloty VNAF zapewniały jedynie wsparcie dla wojsk lądowych, trzymając się daleko do północnowietnamskich MiGów lub ciężkich amerykańskich bombardowań, ich potencjał był wykorzystany jednak do działań w czasie Wojny domowej w Kambodży i Królestwie Laosu. Dopiero w latach 70., gdy Stany Zjednoczone chciały wycofać swoje wojsko z Wietnamu, kraj otrzymał dużą liczbę sprzętu, aby móc samodzielnie przeciwstawić się zagrożeniu północy.
W 1967 roku F-5 stały się pierwszymi odrzutowymi samolotami w VNAF. Przekazano 17 maszyn w konfiguracji jednomiejscowej i 2 w szkolno-bojowej. Zdemontowane zostały przed przybyciem sondy do tankowania w powietrzu. Wśród maszyn były też samoloty F-5C. Odbyto w czerwcu tego samego roku około 400 misji bojowych. Podniesiono tymi maszynami nie tylko potencjał bojowy, ale również morale personelu. Liczba samolotów zwiększała się. W sumie dzięki dwóm programom dostarczono 118 samolotów. Aby umożliwić realizację planów zawieszenia broni między USA a Wietnamem Północnym wypożyczono również samolot od innych państw jak: Iran - 32 sztuki, Tajwan - 47 sztuk, Korea Południowa - 36 sztuk. Oraz USAF przysłało odkupione od Iranu 2 sztuki F-5A i 7 sztuk F-5B. Brały one aktywnie udział w wojnie. Stracono je zarówno w powietrzu jak i na ziemi oraz w wypadkach. Przed upadkiem kraju zdarzało się, że samoloty wpadały w ręce wroga. Wietnam Północny używał ich w liczbie około 87 sztuk. 
W 1972 roku USA nie zgodziły się na przekazanie podstawowego myśliwca amerykańskiego, McDonnell Douglas F-4 Phantom II, siły powietrzne mogły liczyć jednak na dużą liczbę lekkich Northrop F-5, uważanego za amerykańskiego odpowiednika MiG-21. Oprócz maszyn sfinansowanych przez USA, wiele myśliwców F-5A/B do Wietnamu Południowego przekazała Korea Południowa, Iran i Tajwan, pomocy udzieliła też Australia. W 1974 roku siły powietrzne urosły pod względem liczności do szóstych na świecie, licząc 63 tysiące personelu i 2075 statków powietrznych, w tym większość stanowiły śmigłowce i samoloty wsparcia. W linii znajdowało się: 6 eskadr F-5A/B Freedom Fighter, 2 eskadry F-5E/F Tiger II, 10 eskadr A-37B Dragonfly, 3 eskadry A-1H Skyraider, 2 eskadry AC-119G/K, 1 eskadra AC-47D Spooky i 22 eskadry UH-1. Oprócz Nha Trang duże bazy znajdowały się w Tân Sơn Nhất, Biên Hoà Sóc Trăng i Phù Cát. Pomimo walki do końca armia południa nie była w stanie zapobiec upadku Sajgonu 30 kwietnia 1975 roku, w związku z tym ponad 200 samolotów ewakuowano do Tajlandii. Dziesiątki wietnamskich śmigłowców UH-1, czy CH-47 wylądowało na pokładach lotniskowców VII floty, transportując uciekających na własną rękę wojskowych i ich rodziny, następnie spychano je do wody, by zrobić miejsce dla własnych śmigłowców. Najbardziej znane jest lądowanie na pokładzie USS Midway nieprzystosowanego do takich zadań samolotu Cessna O-1 Bird Dog. Po operacji Frequent Wind znaczna część personelu zamieszkała w USA, a uratowane samoloty rozdysponowano pomiędzy amerykańskich sojuszników w regionie. W ręce Ludowej Armii wpadło 1109 statków powietrznych z południa, w tym 60 F-5A, 27 F-5E, 95 A-37, 26 A-1, 38 C-47, 14 C-130, 33 C-7A. Wiele UH-1H, CH-47A, A-37B i F-5E służyło w Wietnamskich Ludowych Siłach Powietrznych do lat 90., te ostatnie przekazano też do testów w ZSRR, Czechosłowacji i Polsce.

## Wyposażenie
| Samolot                           | Typ                                              | Wersja                  | Dost.           | Rok             | Uwagi |                 |
| Samoloty bojowe                   | Samoloty bojowe                                  | Samoloty bojowe         | Samoloty bojowe | Samoloty bojowe | Samoloty bojowe | Samoloty bojowe |
| --------------------------------- | ------------------------------------------------ | ----------------------- | --------------- | --------------- | --- | --------------- |
| Northrop F-5 Freedom Fighter      | lekki myśliwiec/ myśliwsko-bombowy/ rozpoznawczy | F-5A F-5BRF-5AF-5E      | 158 81060       | 196719721973    | F-5A: 50 ex-tajwańskich, 36 ex-koreaańskich (i 8 RF-5A), 34 ex-irańskie, 25 ex-USAF, 8 niedoszłych libijskich, 5 innych; F-5E w ramach Military Assistance Program (MAP). |                 |
| Douglas A-1 Skyraider             | samolot bliskiego wsparcia                       | A-1D A-1H               | 175 138         | 1960 1964       | ex-USA i MAP |                 |
| Cessna A-37 Dragonfly             | lekki samolot szturmowy                          | A-37B                   | 254             | 1968            | Military Assistance Program |                 |
| Samoloty transportowe             |                                                  |                         |                 |                 | |                 |
| Lockheed C-130 Hercules           | ciężki transportowiec                            | C-130A                  | 34              | 1972            | ex-USA, MAP |                 |
| Fairchild C-123 Provider          | średni transportowiec                            | C-123B C-123K           | 3 31            | 1964 1971       | ex-USA |                 |
| De Havilland Canada DHC-4 Caribou | lekki transportowiec                             | C-7B                    | 36              | 1972            | ex-USA |                 |
| Fairchild C-119 Flying Boxcar     | lekki transportowiecsamolot wsparcia             | C-119GAC-119G/K         | 9044            | 19681971        | ex-USA i MAP, AC-119G Shadow i AC-119K Stinger to wersje uzbrojone w szybkie działka.                                                                                     |                 |
| Douglas C-47 Skytrain             | lekki transportowiecsamolot wsparciaSIGINT       | C-47AAC-47D SpookyEC-47 | 1302327         | 195519691972    | 22 ex-francuskie C-47A., reszta ex-USA lub MAP. |                 |
| Cessna U-17                       | użytkowy / łącznikowy                            | U-17A/B                 | 100             | 1963            | MAP |                 |
| Samoloty szkolno-treningowe       |                                                  |                         |                 |                 | |                 |
| Cessna O-1 Bird Dog               | samolot obserwacyjny/ treningowy                 | O-1A                    | 319             | 1956            | ex-USA, MAP |                 |
| Cessna O-2 Skymaster              | samolot obserwacyjny/ treningowy                 | O-2A                    | 35              | b/d             | |                 |
| North American T-28 Trojan        | samolot wsparcia/ szkolny                        | T-28D                   | 75              | 1961            | MAP |                 |
| North American T-6 Texan          | szkolenie podstawowe                             | T-6G                    | 55              | 1955            | ex-USA |                 |
| Cessna T-37 Tweet                 | szkolenie podstawowe                             | T-37B                   | 24              | b/d             | |                 |
| Cessna T-41 Mescalero             | szkolenie wstępne                                | T-41D                   | 42              | 1968            | MAP |                 |
| Śmigłowce                         |                                                  |                         |                 |                 | |                 |
| Bell UH-1 Iroquois                | śmigłowiec wielozadaniowy                        | UH-1B UH-1H             | 18 899          | 1964 1967       | ex-USA |                 |
| Sikorsky H-34 Choctaw             | śmigłowiec transportowy                          | CH-34C                  | 230             | 1963            | |                 |
| Sikorsky H-19 Chickasaw           | śmigłowiec transportowy                          |                         | 10 6            | 1958 1961       | 10 ex-francuskich |                 |
| Boeing CH-47 Chinook              | ciężki śmigłowiec transportowy                   | CH-47A                  | 70              | 1970            | ex-USA |                 |
| Bell H-13 Sioux                   | śmigłowiec szkolny                               | OH-13                   | 8               | 1956            | |                 |